# Скорбященская церковь (Харбин)
Храм во имя иконы Божией Матери «Всех скорбящих радость» (Скорбященская церковь) — утраченный храм Харбинской епархии Русской православной церкви (РПЦ) в Харбине. Храм действовал как подворье благотворительного Камчатского братства во имя Нерукотворного Образа Всемилостивого Спаса, учредителем которого был епископ Нестор (Анисимов).

## История
В августе 1923 года епископ Камчатский и Петропавловский Нестор (Анисимов) открыл патронат для престарелых и хронических больных в районе Модягоу, на улице Балканской. При патронате была обустроена домовая церковь во имя иконы Божией Матери «Всех скорбящих радосте». Второе помещение храма было оборудовано в 1927 году в небольшом доме на улице Батальонной в районе Модягоу. Туда были перенесены утварь и читаемая Скорбященская икона Божией матери.
В том же 1927 году на том же участке началось строительство каменного храма. Малое освящение по благословению епископа Нестора, находившегося на лечении в Японии, совершил 7 октября 1928 года настоятель храма священник Андрей Голоскевич. В январе 1931 года был сооружён придел во имя великомученика Пантелеимона Целителя. В последующие 4 месяца на западной стороне храма возвели обширную пристройку. Великое освящение нового храма состоялось 24 мая 1931 года, в него перенёс своё служение епископ Нестор. С этого времени комплекс благотворительных учреждений со Скорбященским храмом, находившимся на улице Батальонной, получил название Камчатского подворья.
В 1936 году перед храмом была построена часовня, посвящённая памяти Венценосных мучеников — семье императора Николая II и короля Александра I Карагеоргиевича. При подворье была организована мастерская под руководством игуменьи Олимпиады, в которой воспитанницы приюта для девочек при подворье обучались иконописи, и типография. Игумения Олимпиада приняла участие также в росписи часовни-памятника семье Романовых. Скорбященский храм имел придел, посвящённый целителю великомученику Пантелеимону и святой великомученице Варваре. В день памяти святого Пантелеимона 9 августа (27 июля по старому стилю) в храме ежегодно служили панихиду по усопшим православным врачам и подвизавшимся на медицинском поприще.
По воспоминаниям священника Николая Падерина «Владыка Нестор с присущей ему энергией широко развил на Камчатском подворье благотворительную деятельность. Убогие старцы и юные дети нашли для себя приют под покровом Царицы Небесной „Всех скорбящих Радости“. В детский приют принимались только девочки. Многочислен был состав призреваемых Дома милосердия, как стало называться подворье, но помощь Божия не оскудевала, и долгие годы обездоленные и страждущие люди находили здесь для себя тихое пристанище. Непосредственное духовное попечение о насельниках и детях приюта было возложено на наместника Дома милосердия, архимандрита Филарета. Придел Скорбященского храма был посвящён святому великомученику и целителю Пантелеимону и святой великомученице Варваре. За ранней литургией в приделе обыкновенно пел хор призреваемых детей. В день памяти святого великомученика Пантелеимона ежегодно совершались панихиды по всем умершим православным врачам и всем подвизавшимся на медицинском поприще. При подворье имелась иконописная мастерская, в которой трудилась опытная и усердная иконописица игуменья Олимпиада, под руководством которой обучались этому делу способные девочки из приюта. Имело подворье также и свою типографию. При вступлении владыки Нестора в управление Харбинской епархией в её состав вошёл и приход Дома милосердия.»
Незадолго до планировавшегося отъезда архиепископа Нестора в СССР для участия во Всеправославном совещании он внезапно был арестован, а в помещениях дома милосердия проходил многочасовой обыск; насельники дома милосердия при этом были согнаны в Скорбященский храм.
Храм закрыт китайскими властями 23 февраля 1962 года. Часовня памяти Венценосных мучеников была уничтожена в 1960-е годы в период «Культурной революции». Скорбященский храм также был утрачен в XX веке.